# Jean II d'Opava
Jean II d'Opava le Ferré (aussi connu comme Jean II Ferreus c'est-à-dire: le Ferré) tchèque : Jan II. Opavský ou Hanuš Ferreus; né après 1365 – mort le 12 aout 1424) fut duc d'Opava (en allemand : Troppau et Ratibor, Krnov (en allemand : Jägerndorf) et Bruntál (en allemand : Freudenthal). De 1388 à 1397, il est également le gouverneur du comté de Kłodzko (en allemand; Glatz) et de Ząbkowice Śląskie et 1397 à 1422 seigneur engagiste de Kłodzko et Ząbkowice Śląskie (en allemand; Frankenstein in Schlesien). Il appartenait à la lignée cadette d'Opava-Ratibor de la dynastie des Přemyslides.

## Biographie
Jean II le Ferré est le fils du duc Jean Ier d'Opava-Ratibor et d'Anne Anna, la fille de Henri V de Głogów-Żagań.
En 1365, son père Jean Ier obtient le duché Piast de Ratibor en 1365 qui lui revient du droit de sa mère et fonde la branche d'Opava-Ratibor de la famille. Lorsque le duché d'Opava est divisé en  1377, Jean Ier reçoit cette fois du droit de son père le Duché de Krnov et Bruntál.
Après la mort de Jean Ier  ses possessions sont divisées entre ses fils ; Jean II et Nicolas IV. Nicolas IV, le cadet reçoit une partie de Bruntál. Comme Nicolas IV est encore mineur, Jean II agit comme son régent jusqu'en 1385. À la mort de  Nicolas IV, (entre 1405 and 1407), Jean II hérite de sa part de Bruntál. Jean II qui fait face à des difficultés financières doit céder en 1384, avec l'accord du roi de Bohême, le Duché de  Krnov, qui avait été séparé du duché d'Opava en 1377, à Ladislas II d'Opole]. Jean II  également donné en gage à Ladislas II, Mikołów et Pless domaines qu'il rachètera par la suite.
En 1387, Jean II fonde la cité de Bieruń et nomme un certain Cussowitz comme bailli de Bieruń. En 1389, les évêques de  Wrocław et Olomouc et les ducs de Legnica, Oleśnica, Głogów, Opava et Cieszin concluent une alliance de protection mutuelle destinée à assurer la paix publique. Jean II ne signe pas cet accord d'Osoblaha (allemand:Hotzenplotz), car il est engagé alors comme partisan de l'intrigant margrave Procope de Moravie. 
En 1391, pour avoir pillé des biens de  l'archidiocèse de Cracovie, il doit céder en réparation des dommages causés les villages d'Imielin, Kosztowy et Chełm Śląski à la frontière est de son duché qui sortent ainsi  définitivement de l'orbite de la Silésie. Le village de Halemba près de Ruda Śląska se développe à partir d'une aciérie fondée par son frère Nicolas IV en 1394. La même année, Jean II fonde lui aussi une fonderie d'acier sur un territoire désert du village Bogucice nommé en allemand : Bogutzker Hammer. À la fin du XVIe siècle ces deux établissements sont à l'origine du développement de l'agglomération de Katowice.
Jean II est  Grand-Sénéchal du roi des romains Venceslas IV de Bohême ce qui fait de lui l'un des hommes les plus puissants du royaume de Bohême. Il exerce également la fonction de Burgrave de Karlštejn. Sa carrière politique est liée au service à la cour de Prague de membres de la maison de Luxembourg et à son étroite collaboration avec Venceslas IV, Sigismond et Jobst de Moravie. Ces liens permettent à Jean II de recevoir en 1397 comme engagiste  le comté de Kłodzko et Ząbkowice Śląskie dont il était le gouverneur.
Après que le demi-frère de Venceslas IV de Bohême, Sigismond de Luxembourg roi de Hongrie ait assiégé Ratibor en 1400, Jean II met à profit l'occasion d'une rencontre entre les rois Venceslas IV et le roi de Pologne Ladislas II Jagellon à Wrocław en 1404 pour tenter en vain de sceller un accord  contre la Hongrie.  Le 1er janvier 1406, afin d'éviter l'intégration du duché d'Oświęcim par les Piast de Cieszyn, Jean II est vraisemblablement l'instigateur du meurtre de Przemysław d'Oświęcim,  fils aîné du duc de Cieszyn  Przemysław Ier Noszak. Cet assassinat ne génère pas les bénéfices escomptés, mais est à l'origine d'une haine durable entre les deux lignées.
Sa fidélité à la dynastie de  Luxembourg ne l'empêche pas de participer aux côtés des Polonais à la guerre de 1414
contre l'Ordre Teutonique, bien que les sympathies de Venceslas IV qui était finalement resté neutre, penchaient nettement du côté de l'Ordre. Après la mort du roi  Venceslas IV, Jean II se range dans le parti du roi Sigismond Ier et lui rend l'Hommage féodal à Wrocław en 1420 lors d'une diète impériale. 
Après que le roi de Pologne Ladislas II Jagellon ait décliné l'offre, les rebelles Hussites de Bohême dépêchent des envoyés au grand-duc de Vytautas le Grand de Lituanie, pour lui offrir la couronne de Bohême. Quand ils passent par Ratibor, ils sont arrêtés le 21 septembre 1421, par les habitants de la cité  et Jean II les remet entre les mains du roi Sigismond. Les Hussites  en représailles envahissent Ratibor. Sigismond récompense Jean II en lui restituant les droits sur Krnov retirés au duc Louis II de Brzeg. 
Jean II meurt en 1424 et il est inhumé dans l'église des Dominicains de Ratibor. Lorsqu'en 1427 ses fils 
divisent son patrimoine Venceslas reçoit la cité et le duché de Ratibor, Nicolas obtient Krnov, Bruntál, Pszczyna, Rybnik et Baborów.

## Union et Postérité
Le 16 janvier 1407, Jean II épouse une princesse lituanienne Hélène que le roi Ladislas Jagiełło de Pologne présente comme « sa nièce » mais qui est en fait la fille de son cousin germain Sigismond Ier Kęstutaitis.  
Lors de son mariage, elle reçoit comme douaire, Pszczyna, Bieruń et Mikołów. En 1412, il lui alloue également les villages de la « Waldhufendorf » au sud de Żory. Après  la mort de Jean II, elle porte le titre de  Baronne de Pszczyna de 1424 à 1449. Ils  ont trois enfants:
- Nicolas V
- Venceslas
- Marguerite  (tchèque : Markéta; † 5 juin 1459), épouse d'abord Casimir Ier d'Oświęcim († 1434) et ensuite le duc Siemovit V de Mazovie († 1442).

## Source de la traduction
- (de) Cet article est partiellement ou en totalité issu de l’article de Wikipédia en allemand intitulé « Johann II. (Troppau-Ratibor) » (voir la liste des auteurs).